# Ungureni (okręg Botoszany)
Ungureni – wieś w Rumunii, w okręgu Botoszany, w gminie Ungureni. W 2011 roku liczyła 2397 mieszkańców.